# 1808
| 1808               |
| ------------------ |
| Dødsfald - Fødsler |
| • Begivenheder     |

| Gregoriansk kalender | 1808 MDCCCVIII          |
| Ab urbe condita      | 2561                    |
| Armensk kalender     | 1257 ԹՎ ՌՄԾԷ            |
| Kinesiske kalender   | 4504 – 4505 丁卯 – 戊辰 |
| Etiopisk kalender    | 1800 – 1801             |
| Jødisk kalender      | 5568 – 5569             |
| Hindukalendere       |                         |
| - Vikram Samvat      | 1863 – 1864             |
| - Shaka Samvat       | 1730 – 1731             |
| - Kali Yuga          | 4909 – 4910             |
| Iransk kalender      | 1186 – 1187             |
| Islamisk kalender    | 1223 – 1224             |

Året 1808 startede på en fredag.
Konge i Danmark: Christian 7. 1766-1808 og Frederik 6. 1808-1839
Se også 1808 (tal)

## Begivenheder

### Januar
- 1. januar – Import af slaver bliver forbudt i USA
- 2. januar – Der bliver indført forlænget åbningstid af Københavns porte til kl. 24.00.
- 16. januar - den danske fregat Holsteen opbringes af englænderne i det Bengalske Hav.
- 22. januar – Portugals kongefamilie begiver sig til Brasilien under Napoleonskrigene.[1]
- 24. januar – Johan Tobias Sergels statue af Gustav III afsløres på kongens 62 års fødselsdag.
- 26. januar - Rum Rebellion i Australien - William Bligh, New South Wales' guvernør, bliver afsat og anholdt af New South Wales Corps.

### Februar
- 21. februar – Finske krig bryder ud ved at russerne under general Fredrik Vilhelm von Buxhoevden uden krigserklæring angriber Finland ved Abborrfors.
- 22. februar - Ludwig van Beethovens 5. Symfoni, Skæbnesymfonien opføres første gang.
- Februar – Sverige indgår subsidiekonvention med Storbritannien.

### Marts
- 1. marts – Svenskerne, under Wilhelm Mauritz Klingspor, slår det russiske angreb tilbage.
- 1. marts - Kongeriget Bayern overtager postvæsenet i Bayern fra Thurn und Taxis.
- 2. marts – Russiske styrker indtager Helsingfors og belejringen af Sveaborg indledes.
- 13. marts – Ved Christian VII's død efterfølges han som konge af Danmark og Norge af sin søn Frederik VI, som i praksis har været Danmark-Norges regent siden 1784, eftersom faderen var psykisk syg.
- 14. marts - Dansk-svenske krig 1808-1809 indledes med at den danske ambassadør afleverer krigserklæring i Stockholm. Danskerne har tænkt sig at gå i land med franskmændene i Skåne, men hindres af den britiske flåde.
- 14. marts - Kong Gustav IV Adolf beslutter at indføre landeværnet, som skal omfatte alle ugifte svenske mænd mellem 18 og 25 år. Antallet begrænses dog til 30.000 mand.
- 17. marts - Napoleon Bonaparte indskrænker ved et dekret jødernes borgerlige rettigheder i Rhinforbundet.
- 18. marts – Svartholms fæstning kapitulerer til russerne.
- 22. marts - Slaget ved Sjællands Odde, søslag mellem Danmark-Norge og Det Forenede Kongerige Storbritannien og Irland.
- 26. marts – Karl IV af Spanien abdicerer til fordel for sin søn, Ferdinand VII.
- Koldinghus brænder natten mellem 29. og 30. marts; angiveligt fordi indkvarterede spanske tropper fyrede op i en kamin, der var dårligt vedligeholdt.

### April
- 1. april – Den russiske kontreadmiral Nikolaus Bodisco får af tsaren ordre på at besætte Gotland.
- 5. april - Seefahrtschule Lübeck grundlægges for at uddanne kaptajner og styrmænd til handelsflåden.
- 5. april - H.H. Asquith bliver britisk premierminister, efter at Henry Campbell-Bannerman har trukket sig tilbage af helbredsgrunde.
- 6. april - Johann Jakob Astor grundlægger „American Fur Company“ for at drive pelshandel.
- 16. april – Svenskerne bliver besejret af russerne i slaget ved Pyhäjoki.
- 18. april - Svenskerne besejrer russerne i slaget ved Siikajoki.
- 18. april - Svenskerne besejrer danskerne i slaget ved Lier skanse.
- 22. april – Russerne går i land på Gotland ved Slesviken.
- 23. april – Efter at have diskuteret situationen med repræsentanter for Visby stad kapitulerer den svenske styrke på Gotland til russerne.
- 25. april – På vegne af zar Aleksandr 1. af Rusland erklærer Bodisco Gotland for besat, med ham selv som guvernør.salget ved Revolax, 27. april 1808
- 25. april – Slaget ved Trangen, et slag mellem norske og svenske styrker, under krigen med Sverige 1808-1809.
- 27. april – Svenskerne besejrer russerne i slaget ved Revolax og begynder at forberede en forårsoffensiv.
- 28. april – Den svenske skærgårdsflåde besejrer den danske i slaget ved Strömstad.
- April - august: Zeitung für Einsiedler, organ for Heidelberg-romantikken, udkommer i Heidelberg.

### Maj
- 1. maj – Svenskerne besejrer russerne i slaget ved Pulkkila.
- 3. maj – Admiral Carl Olof Cronstedt kapitulerer og overlader fæstningen Sveaborg til russerne.
- 9. maj – Svenskerne (ålændingerne) besejrer russerne i Kumlingeslaget.
- 14. maj – Svenske styrker går i land på Gotland ved Sandviken.
- 16. maj – De russiske styrker på Gotland kapitulerer til svenskerne og skal forlade øen inden for to dage og må i et år ikke gå i tjeneste mod Sverige.
- 16. maj – Slaget ved Alvøen mellem en britisk fregat og norske skibe fra roflotillen

### Juni
- 6. juni – Joseph Bonaparte indsættes som konge af Spanien.
- J. K. Krieger og de danske kanonbåde erobrer den engelske brig "Turbulent", d. 9. juni 18089. juni - Slaget ved Saltholm: J. K. Krieger og de danske kanonbåde erobrer den engelske brig "Turbulent"
- 10. juni – Svenskerne besejres af danskerne i først slag ved Prestebakke.
- 14. juni – Danskerne besejres af svenskerne i andet slag ved Prestebakke.
- 19. juni – Svenskernes landgangsforsøg ved Åbo mislykkes.
- 24. juni - En svensk landgang sker ved Lemo og Vaasa, men afværges.
- 24. juni - Svenskerne besejrer russerne i slaget ved Nykarleby.
- 30. juni - Den svenske skærgårdsflåde besejrer den russiske i skærgårdsslaget ved Åbo.
- 30. juni - Gustav IV Adolf begiver sig til Finland og lægger dermed planerne om at erobre Norge til side.

### Juli
- 8. juli – Slaget på Christiansunds red mellem fregatten HMS "Tartar", orlogssluppen HMS "Cygnet" og Kristiansunds befæstning
- 14. juli – Svenskerne under Carl Johan Adlercreutz besejrer russerne i slaget ved Lappo.

### August
- 2. august – Den svenske skærgårdsflåde besejres af den russiske i skærgårdsslaget væd Sandöström.
- 10. august – Svenskerne besejrer russerne i slaget ved Kauhajoki.
- 17. august – Svenskerne besejrer russerne i slaget ved Alavo.
- 20. august – Svenskerne besejres af russerne i det første slag ved Ömossa.
- 21. august – Svenskerne besejres af russerne i slaget ved Karstula.
- 29. august – Svenskerne besejrer russerne i slaget ved Lappfjärd.
- 30. august – Den svenske skærgårdsflåde besejrer den russiske i skærgårdsslaget ved Grönvikssund.

### September
- 1. september – Svenskerne besejres af russerne i slaget ved Ruona.
- 6. september – Det andet slag ved Ömossa udkæmpes mellem svenskerne og russerne med uklart resultat.
- 10. september - Uropførelse af den komiske opera Linnée ou Les Mines de Suède af Victor Dourlen på Opéra-Comique i Paris
- 12. september – Slaget ved Berby udkæmpes mellem svenskerne og russerne med uklart resultat.
- 13. september – Svenskerne under Georg Carl von Döbeln besejrer russerne i slaget ved Jutas.
- 14. september – Svenskerne besejres af russerne i slaget ved Oravais.
- 18. september – Den svenske skærgårdsflåde besejres af den russiske i skærgårdsslaget ved Palva sund.
- 26. september - Uropførelse af operaen Ninon chez Madame de Sévigné af Henri Montan Berton på Opéra-Comique i Paris
- 29. september – Våbenstilstand indgås mellem Sverige og Rusland i Lohteå.

### Oktober
- 6. oktober - Hvalfangerne James Lindsay og Thomas Hopper genopdager Bouvetøen i Sydatlanten.
- 12. oktober - Brasiliens første kreditinstitut, Banco do Brasil, grundlægges for at finansiere Johan 6. af Portugals hof.
- 27. oktober – Svenskerne besejrer russerne i slaget ved Virta bro.
- 29. oktober - Uropførelse af den komiske opera Jadis et aujourd'hui af Rodolphe Kreutzer på Opéra-Comique i Paris

### November
- 19. november – Konventionen i Olkijoki indgås mellem Sverige og Rusland. Hele Finland op til Kemi älv falder i russernes hænder.
- November – Den svenske hær begynder at rømme Finland.

### December
- 4. december - Napoleon afskaffer den spanske inkvisition
- 7. december – Våbenstilstand indgås på den norske front mellem Sverige og Danmark.
- 13. december – De sidste svenske soldater forlader Finland.
- 22. december - Uropførelse af Ludwig van Beethovens 5. Symfoni og 6. Symfoni (Pastorale) såvel som Fantasie für Klavier, Chor und Orchester i Wien
- December – James Madison bliver valgt til USAs fjerde præsident

### Ukendt dato
- Det svenske Evangeliska sällskapet stiftes i protest mod Napoleonskrigene og oplysningsfilosofiens foragt for religioner.
- Faust - Der Tragödie erster Teil af Johann Wolfgang von Goethe offentliggøres.
- Grundlæggelse af Akademie der Bildenden Künste München.
- Frankfurter Museumsgesellschaft grundlægges.
- Det Juridiske Fakultet ved Beograds Universitet grundlægges.

## Født
- 6. oktober – Frederik 7. af Danmark fra 1848 til sin død i 1863.
- 29. december – Andrew Johnson, demokratisk politiker, USA's 17. præsident i 1865, militærguvernør over Tennessee (død 1875).

## Dødsfald
- 3. marts – Johan Christian Fabricius, dansk zoolog og entomolog (født 1745).
- 13. marts – Christian 7. af Danmark fra 1766 dør i Rendsborg (født 1749).
- 22. marts – Peter Willemoes falder i Slaget ved Sjællands Odde (født 1783).
- 19. juni - Alexander Dalrymple, skotsk geograf (født 1737).
- 12. september - Joseph Guione, dansk arkitekt (født 1749)
- 26. september – Pavel Vranický, tjekkisk komponist (født 1756).